# おじいさん

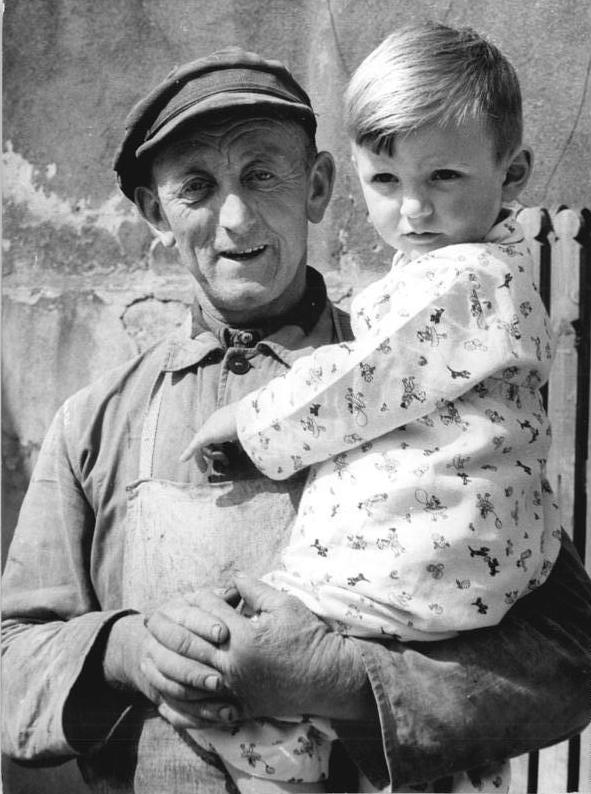
祖父と孫

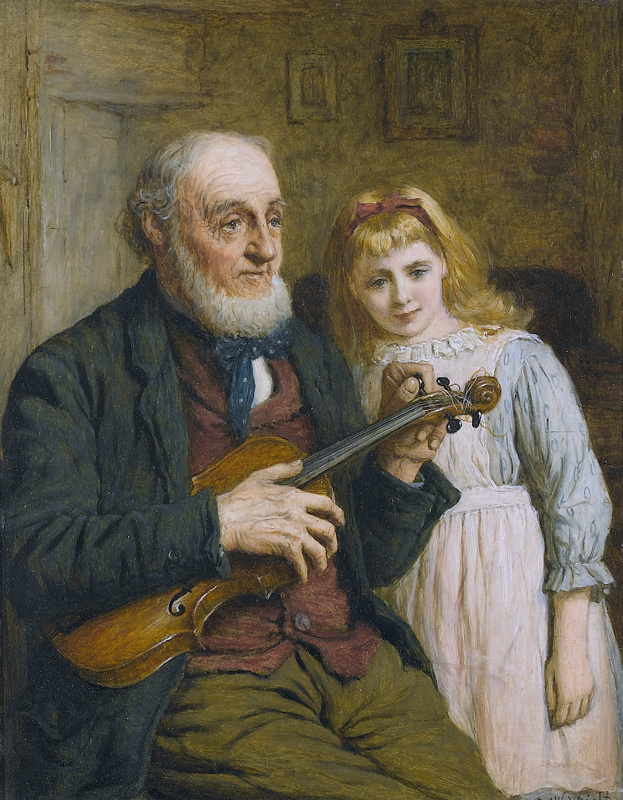
描かれた老人

おじいさん（お爺さん/お祖父さん）は、日本語において、直系尊属2親等にあたる男性（祖父）、もしくは高齢の男性を指す一般語として使用される。対義語はおばあさん、または孫息子。

## 表記
ひらがなで表記される場合が多いが、漢字での表記は「お爺さん」。親族男性のおじいさんは（当て字ではあるが）「お祖父さん」と書き分ける場合もある。
意地悪で素行の悪いおじいさんに対しては「ジジイ」と蔑称されることもある。蔑称は、中年の男性に使われる場合や、20代前半以降の男性に対して使う場合もある。集団で年少者が年長者（特に最年長者）に対しこう呼ぶ場合もある。また幼児語として「じいじ」などがある。
ウクライナ語でもジジ（Жіжі）はおじいさんの親称である（ラテン系言語だと女性名になる。詳しくはジジを参照）。

## 意味

### 親族
おじいさんという語の指す意味は、日本語の親族観念では以下のように分類できる。
1. 父の父
2. 母の父
3. 夫の父の父
4. 夫の母の父
5. 妻の父の父
6. 妻の母の父

1人について、必ず1.の父の父に当たる祖父と、2.の母の父に当たる祖父が存在する。日本語の「おじいさん」の語そのものは家系を区別しないが、特に家系を区別する場合は「父方」や「母方」を付けて区別する。なお「祖父」については、父方の祖父は「内祖父」、母方の祖父は「外祖父」と区別する場合もある。中国語等では、両者は明確に区別される。
結婚すると、配偶者の祖父を義理のおじいさんとして扱うことになり、3.と4.または5.と6.が発生する。配偶者の祖父を「大舅」ともいう。
おじ・おばの舅は自身とは親族関係は発生しないが、おじいさんと呼ぶ場合も多い。また、親のおじ、即ち祖父母の兄弟は「大おじ」と呼ばれるが、続柄以外の呼称としては「おじいさん」と呼ばれる事も多い。
おじいさんという呼び方は血の繋がった自分の"祖父"以外に、年老いた自分の"父親"や老人な血の繋がった自分の"伯父・叔父"も「お爺さん」という呼び方もある。義父（舅）に対して、60代以下では「お義父さん」、60代以上では「お爺さん」という呼び方であり、年齢や続柄に関係ない場合もある。決して、60代以下の祖父に対しては中年期でまだ若く、「お爺さん（お祖父さん）」ではなく「お父さん」という呼び方である。ただし、頭が禿げると60代以下でも「おじいさん」と呼ばれるようになる。
親の祖父、即ち祖父母の父に当たる曽祖父は「ひい」をつけ、「ひいおじいさん」と呼ぶ。

### 一般の高齢男性
また、上記のいずれにも該当しない男性について、1. - 2.と同年代以上の高齢の男性の自称または他称として用いる用法がある。なお自称の場合、丁寧語接頭辞の「お」を取り、「じいさん」、「じいちゃん」と言う場合もある。通常、高齢の男性が孫のような年少の人たちに対して呼びかける場合に用いる。

## 含意
民話や昔話の老夫婦の男性を指す語としてしばしば用いられる。「死」や「異界」に近い存在として仙人や魔法使い、神のイメージとしてしばしば用いられる。祖父は稀に片親より年少の場合もみられる（母方の祖父が父親より年少など）。

## おじいさんが主役の作品
- タイトルに「おじいさん」を含むページの一覧
- タイトルに「おじいちゃん」を含むページの一覧
- タイトルに「爺」を含むページの一覧
- 花咲か爺
- こぶとりじいさん
- 頑固じいさん孫3人
- ねことじいちゃん
- 木を植えた男
- 老人と海
- ニュー・シネマ・パラダイス
- 變臉 この櫂に手をそえて
- 戯夢人生
- おじいちゃんの里帰り
- コクーン
- 家族はつらいよ
- ホーム・スイートホーム
- 海賊じいちゃんの贈りもの
- でんぢゃらすじーさん
- 恍惚の人
- 人間の約束
- 生きたい
- ノーバディーズ・フール
- グラン・トリノ
- ファーザー
- グランパ・ウォーズ おじいちゃんと僕の宣戦布告
- 大きな古時計